# Жан I (граф Сансера)

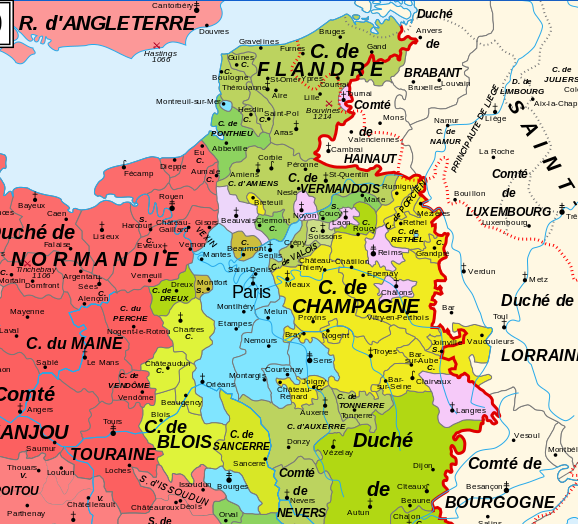
Графство Сансер на карте Северо-Восточной Франции

Жан I (фр. Jean Ier de Sancerre; ок. 1235 — ок. 1280 (не позднее 28 мая 1284)) — граф Сансера, сеньор де Шатильон-сюр-Луэн и де Мейлан. По правам жены — сеньор де Шарантон-дю-Шер и де Менту-Салон. Сын Людовика I де Сансер и Бланш де Куртене де Маликорн.
Ок. 1259 года женился на Марии де Вьерзон (р. 1240), даме де Менту-Салон и де Сом, дочери Гильома II, сеньора де Вьерзон.
С 1268 года граф Сансера.
Уступил брату Роберту сеньории Менту-Салон и Сом, полученные в результате женитьбы.
Выкупил половину сеньории Ла Ферте-Лупьер, заложенную Этьеном I графу Жуаньи, и в 1265 году обменял её Гильому де Куртенэ на Аржантон.
Дети Жана I и Марии де Вьерзон:
- Этьен II (ум. ок. 1306), граф Сансера
- Жан II (ум. 1327), сеньор де Шарантон и дю Понди
- Тибо де Сансер (ум. 1333), епископ Турне
- Луи де Сансер, сеньор де Шагонн и де Шарпиньи
- Бланш, муж (1301) — Пьер I де Бросс, сеньор де Буссак (ум. 1305)

Жан I чеканил монету — денье.